# Zembra
Zembra (arabisch زمبرة Zimbra oder الجامور الكبير / al-Ǧāmūr al-kabīr) ist eine Insel im Mittelmeer und gehört zu Tunesien. Gemeinsam mit der 4,8 km ostsüdöstlich gelegenen und nur zwei Hektar großen Nachbarinsel Zembretta (arabisch زمبرتا Zimbrittā oder الجامور الصغير / al-Ǧāmūr aṣ-ṣaġīr) gehören die Inseln administrativ zum Gouvernement Nabeul. Bis 1976 wurden die Inseln als natürliche Festung von der tunesischen Armee genutzt, seit Januar 1977 bilden beide Inseln ein Biosphärenreservat, seit April 1977 auch einen tunesischen Nationalpark.

## Geographie
Zembra liegt 11 Kilometer nordwestlich vor der tunesischen Westküste bei Cap Bon, etwa 60 km von Tunis entfernt. Die steile und zerklüftete Insel weist eine Fläche von knapp 4 km² auf und erreicht eine Höhe von 435 m über dem Meer. Vom nahe gelegenen Fischerstädtchen Sidi Daoud aus kann man die beiden Inseln Zembra und Zembretta per Boot erreichen.

## Flora und Fauna
Die Vegetation der Insel wird bestimmt von Olivenbäumen, Wilden Pistazien, Westlichen Erdbeerbäumen, Vielblütiger Heide, Phönizischem Wacholder und Ginster. Ratten, Kaninchen, verwilderte Hauskatzen und Europäische Mufflons wurden von Menschen auf die Insel gebracht. Zembra liegt an der Vogelzugroute von Sizilien nach Afrika und dient Zugvögeln als Ruhe- und Nahrungsraum. In den Gewässern um die Insel sind häufig Delfine zu sehen.